# Монона (округ, Айова)
Шаблон:StateAbbr_ 42°02′50″ пн. ш. 95°58′07″ зх. д. / 42.047222222222° пн. ш. 95.968611111111° зх. д.
Округ  Монона (англ. Monona County) — округ (графство) у штаті  Айова, США. Ідентифікатор округу 19133.

## Історія
Округ утворений 1851 року.

## Демографія
За даними перепису 
2000 року 
загальне населення округу становило 10020 осіб, зокрема міського населення було 2723, а сільського — 7297.
Серед мешканців округу чоловіків було 4861, а жінок — 5159. В окрузі було 4211 домогосподарств, 2738 родин, які мешкали в 4660 будинках.
Середній розмір родини становив 2,88.
Віковий розподіл населення поданий у таблиці:
| Стать    | До 15 років | 15-21 | 22-29 | 30-39 | 40-49 | 50-65 | 65-85 | Понад 85 |
| -------- | ----------- | ----- | ----- | ----- | ----- | ----- | ----- | -------- |
| Чоловіки | 961         | 439   | 376   | 570   | 738   | 808   | 855   | 114      |
| Жінки    | 906         | 380   | 351   | 555   | 727   | 811   | 1098  | 331      |

## Суміжні округи
- Вудбері — північ
- Кроуфорд — схід
- Гаррісон — південь
- Берт, Небраска — південний захід
- Терстон, Небраска — захід

## Виноски
1. ↑  U.S. Decennial Census. United States Census Bureau. Архів оригіналу за 19 липня 2018. Процитовано 20 липня 2014.
2. ↑  Historical Census Browser. University of Virginia Library. Архів оригіналу за 11 серпня 2012. Процитовано 20 липня 2014.
3. ↑  Population of Counties by Decennial Census: 1900 to 1990. United States Census Bureau. Архів оригіналу за 22 квітня 2014. Процитовано 20 липня 2014.
4. ↑  Census 2000 PHC-T-4. Ranking Tables for Counties: 1990 and 2000 (PDF). United States Census Bureau. Архів оригіналу (PDF) за 18 грудня 2014. Процитовано 20 липня 2014.
5. ↑  State & County QuickFacts. United States Census Bureau. Архів оригіналу за 7 червня 2011. Процитовано 20 липня 2014.(англ.) Наведено за англійською вікіпедією.
6. ↑  American FactFinder. Бюро перепису населення США. Архів оригіналу за 26 лютого 2012. Процитовано 31 січня 2008.

| США | Це незавершена стаття з географії США. Ви можете допомогти проєкту, виправивши або дописавши її. |